# Юлиан Йорданов
Юлиан Йорданов е български художник-график.

## Биография и творчество
Юлиан Йорданов е роден на 16 декември 1965 г. в град Ловеч. През 1984 г. завършва Художественото училище „Илия Петров“ в София, а през 1995 г. се дипломира в НХА „Николай Павлович“, специалност „Графика“, с преподавател проф. Петър Чуклев.
Работи в областта на графиката и екслибриса. От 1996 г. има самостоятелни изложби в галерии във Варна, Бургас, Пловдив, София, както и в галерии в Ерфурт, Германия, Анкара и Измир, Турция, Антверпен, Белгия. През 2012 г. прави самостоятелни изложби в Минск, Беларус и в Тианджин, Китай.
Има над 40 участия в най-престижните световни графични форуми, конкурси и биеналета за графика и екслибрис в Китай, Турция, Япония, Полша, Унгария, Италия, България, Швейцария, Словакия, Чехия, Белгия, Франция, Испания и други страни.
Екслибрисите му са собственост на известни колекционери и за тях печели над 15 различни награди. Част от тях са Почетен диплом и Наградата на Президента на Асоциацията на американските графици г-н Мартин Ливайн на 8-ото Международно биенале на графиката във Варна през 1995 г., Първа награда на Първото международно състезание за екслибрис в Анкара през 2003, Първа награда на 32-рата FISAE EXLIBRIS EXHIBITION в Пекин, Китай (2008), Специалната награда на Музея за графично изкуство на 33-та FISAE EXLIBRIS EXHIBITION в Истанбул (2010). Печели Почетен диплом на престижни форуми в Гнезно-Полша, Лефкада-Гърция, Синт Никлаас-Белгия, Анкара-Турция, Оренсе-Испания, Специалната награда на 4-та Международна изложба на миниатюрата в Лондон през 2000 г.
Живее и работи в София.